# 米德爾頓 (科羅拉多州)
米德爾頓（英語：Middleton）是位於美國科羅拉多州聖胡安縣的一個非建制地區。該地的面積和人口皆未知。

## 地理
米德爾頓的座標為37°51′18″N 107°34′20″W / 37.85500°N 107.57222°W，而該地的平均海拔高度為2985米（即9793英尺）。